# Typhlodaphne paratenoceras
Typhlodaphne paratenoceras é uma espécie de gastrópode do gênero Leucosyrinx, pertencente à família Borsoniidae.